# Cratocentrus fastuosus
Cratocentrus fastuosus is een vliesvleugelig insect uit de familie bronswespen (Chalcididae). De wetenschappelijke naam is voor het eerst geldig gepubliceerd in 1944 door Masi.